# Austrovenus
Austrovenus је род слановодних морских шкољки из породице Veneridae, тзв, Венерине шкољке. Нативно станиште овог рода је Нови Зеланд.

## Врстре
Према Wikipedia на енглеском језку:
- Austrovenus aucklandica Powell, 1932 - Auckland Islands cockle
- Austrovenus stutchburyi (Wood, 1828) - New Zealand cockle, New Zealand little neck clam

Према WoRMS
- Austrovenus northlandica Eagle, 2000 †
- Austrovenus stutchburyi (W. Wood, 1828)
- Austrovenus tamakiensis (Marwick, 1948) †

- Austrovenus crassitesta (Finlay, 1924) прихваћен као Austrovenus stutchburyi (W. Wood, 1828)
- Austrovenus stutchburyi (Gray, 1828) прихваћен као Austrovenus stutchburyi (W. Wood, 1828)